# Sierra del Segura
|  | No s'ha de confondre amb la comarca de la província de Jaén: Sierra de Segura. |

La Sierra del Segura d'Albacete és una mancomunitat turística del sud de la província d'Albacete que comprèn municipis de la comarca històrica de la Sierra de Alcaraz (Ayna, Bogarra, Elche de la Sierra (parcialment), Molinicos, Paterna del Madera, i Riópar) i antigues viles del Regne de Múrcia, de la comarca de la Sierra del Segura pròpiament dita (Férez, Letur, Liétor, Nerpio, Socovos, Yeste, i altres pedanies d'Elche de la Sierra). Els municipis que componen la mancomunitat són considerats freqüentment com una comarca diferenciada i unida en l'actualitat en els diferents catàlegs de turisme.
És un paisatge muntanyenc, marcat pel pas del riu Segura, els seus afluents (riu Mundo, Madera, Taibilla o Tus) i embassaments (Cenajo, Talave, Fuensanta). Per les seves característiques geogràfiques, demogràfiques i en part històriques podria vincular-se amb aquesta comarca als municipis murcians de Caravaca de la Cruz i Moratalla, així com a la comarca jienenc de la Sierra de Segura.
La dificultat de les comunicacions i l'escassa industrialització provocaren un flux migratori molt intens a partir de la dècada de 1950, que en l'actualitat s'ha reduït fins a gairebé estabilitzar-se en alguns casos, generalment amb xifres prou inferiors a les de mitjans del segle passat.
Així, en 2005, només dos municipis superen amb escreix els 2.000 habitants (Elche de la Sierra i Yeste) i el terme mitjà és de 1.646 habitants per entitat municipal; en 1950, tots excepte Paterna superaven aquesta xifra i el terme mitjà era de 4.404 habitants. En el període 1991–2005, només Riópar incrementa la seva població (+15%); Elx de la Serra, Férez i Socovos es mantenen estables, i la resta baixen.
En el seu conjunt, la serra del Segura ha perdut el 41% dels seus habitants des de 1900; el 63%, si contem des de 1950; i el 10%, des de 1991. Tanmateix, això ha permès una conservació excel·lent dels entorns naturals i dels nuclis històrics dels pobles, el que permet que la principal activitat econòmica de la zona sigui avui el turisme rural.

## Galeria d'imatges

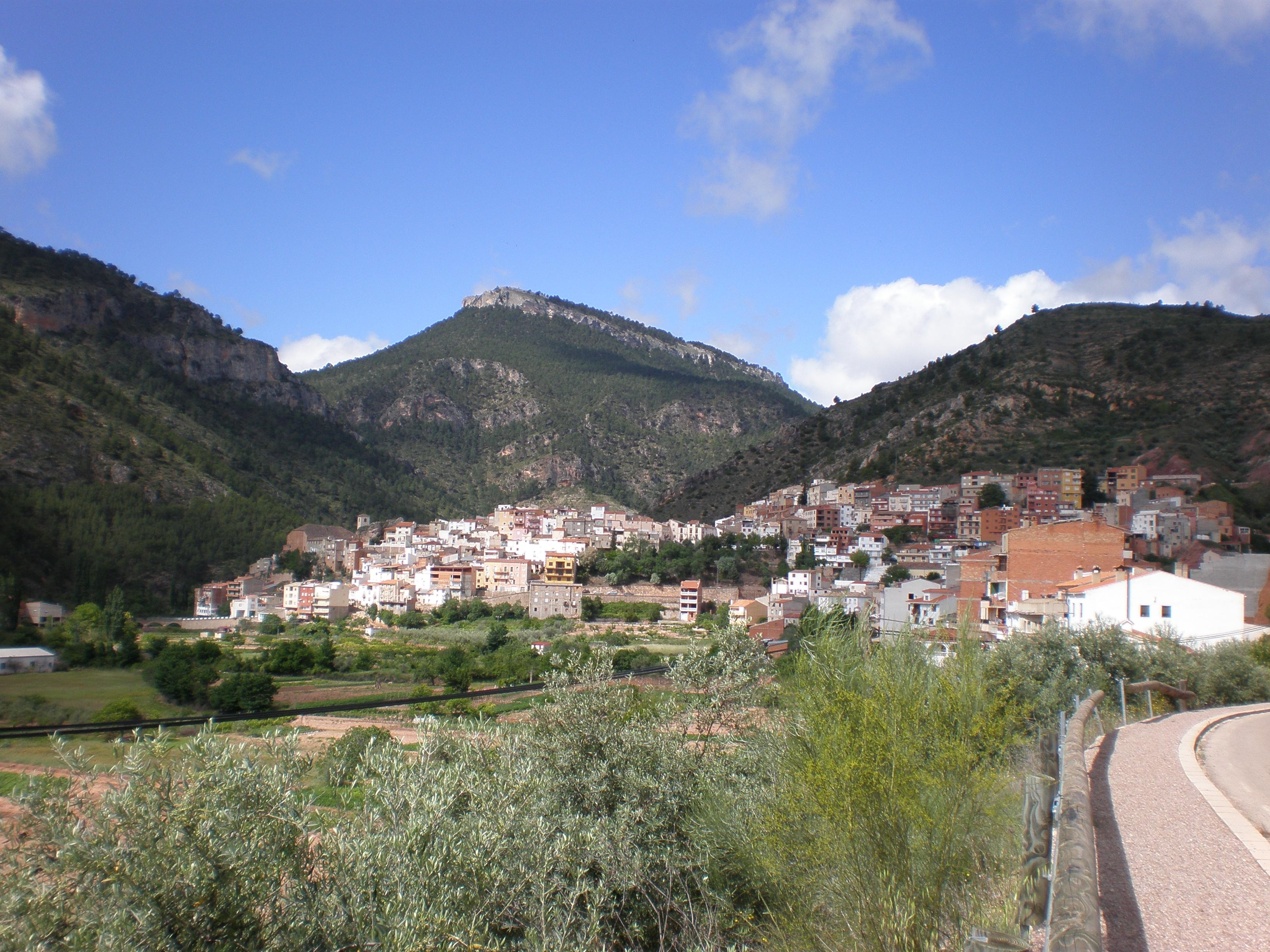
Bogarra
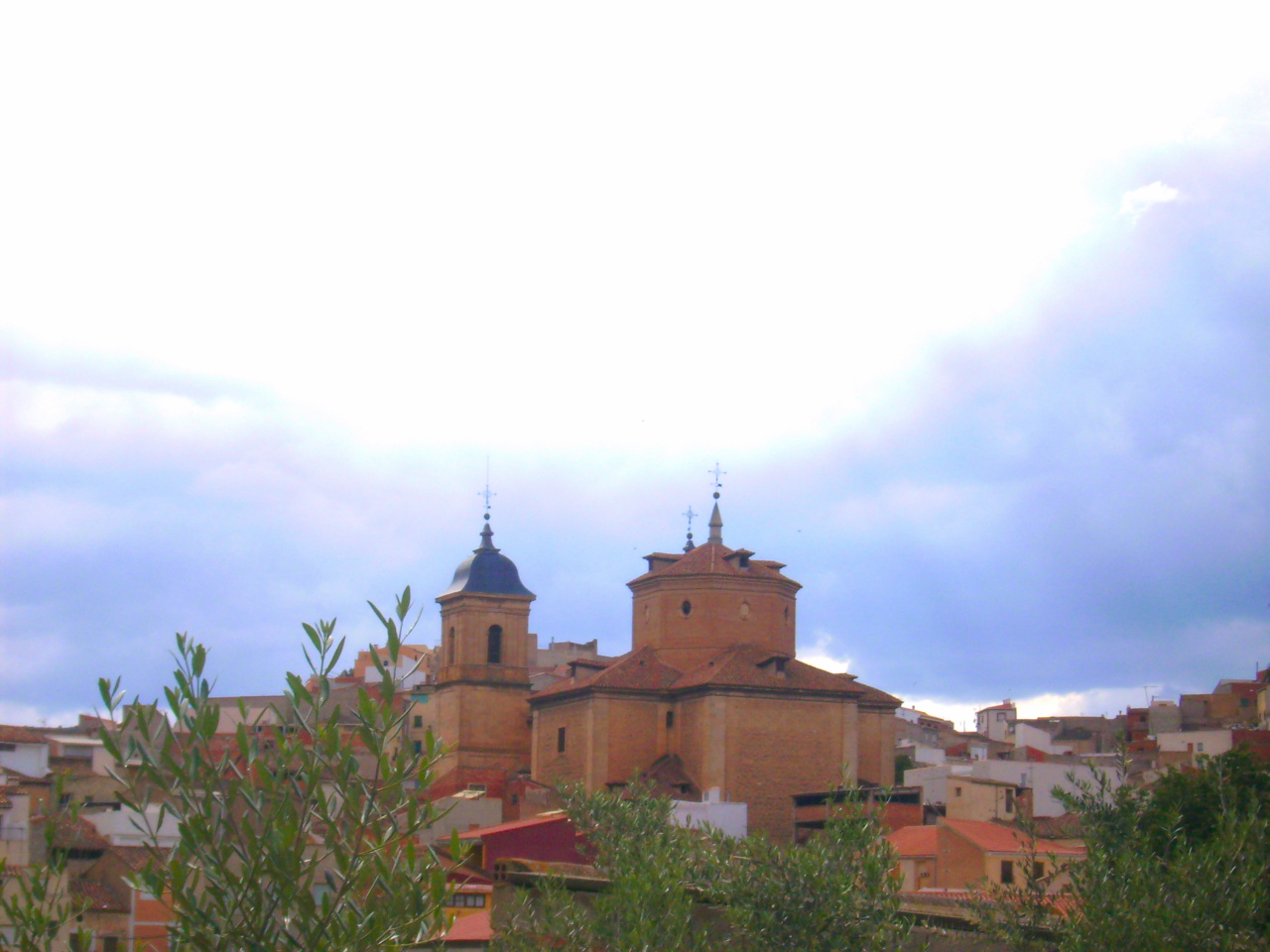
Elche de la Sierra
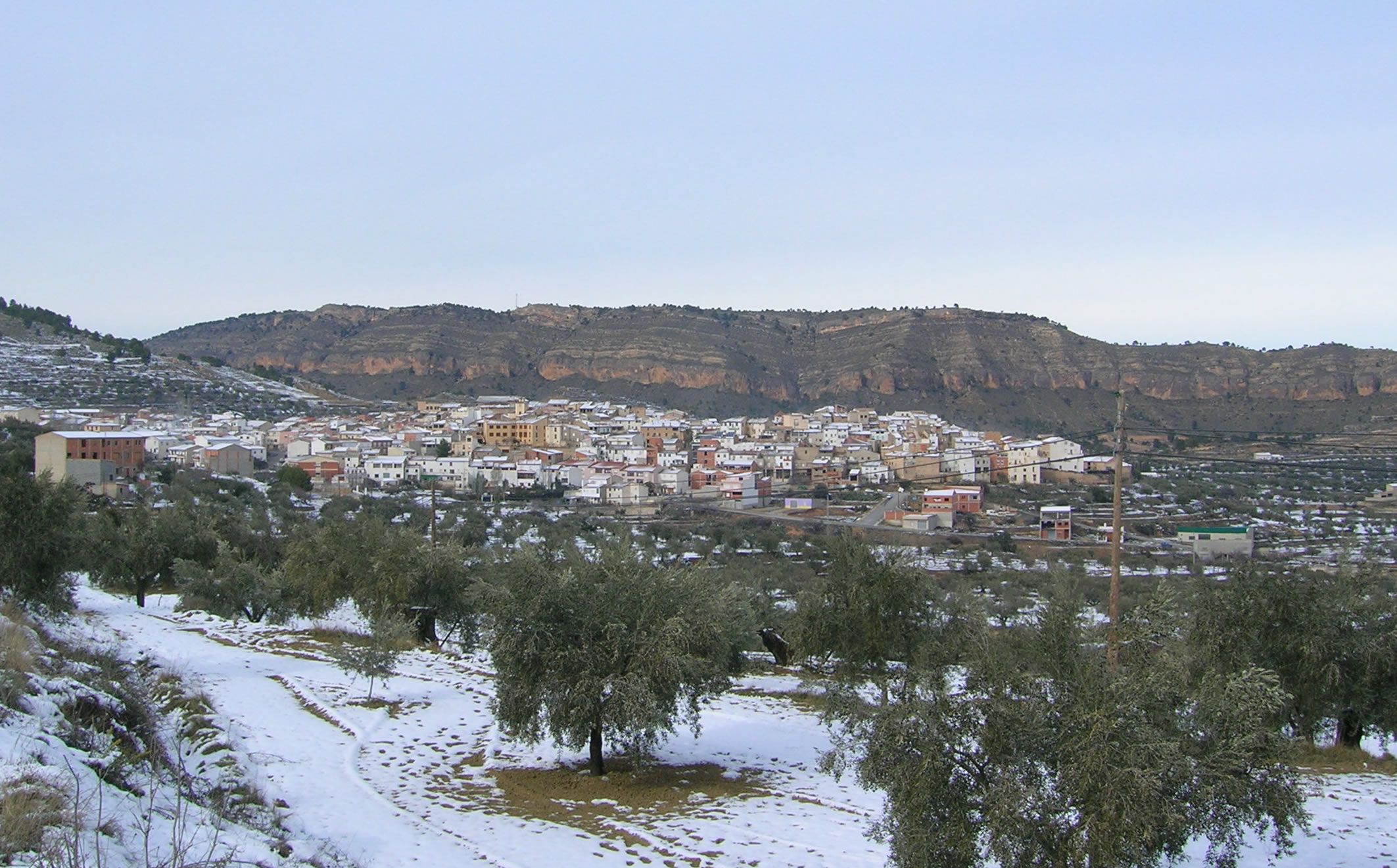
Férez
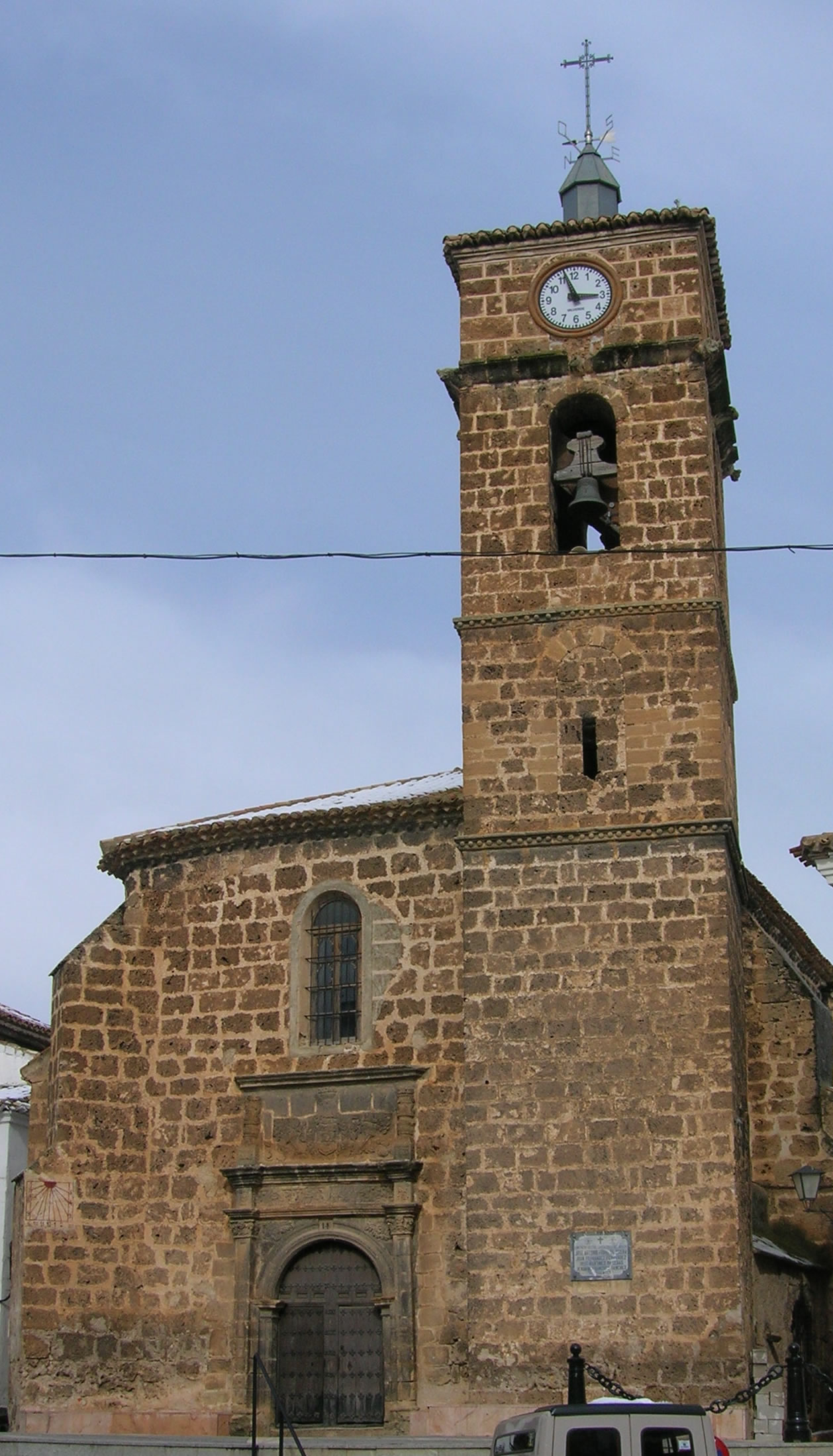
Letur
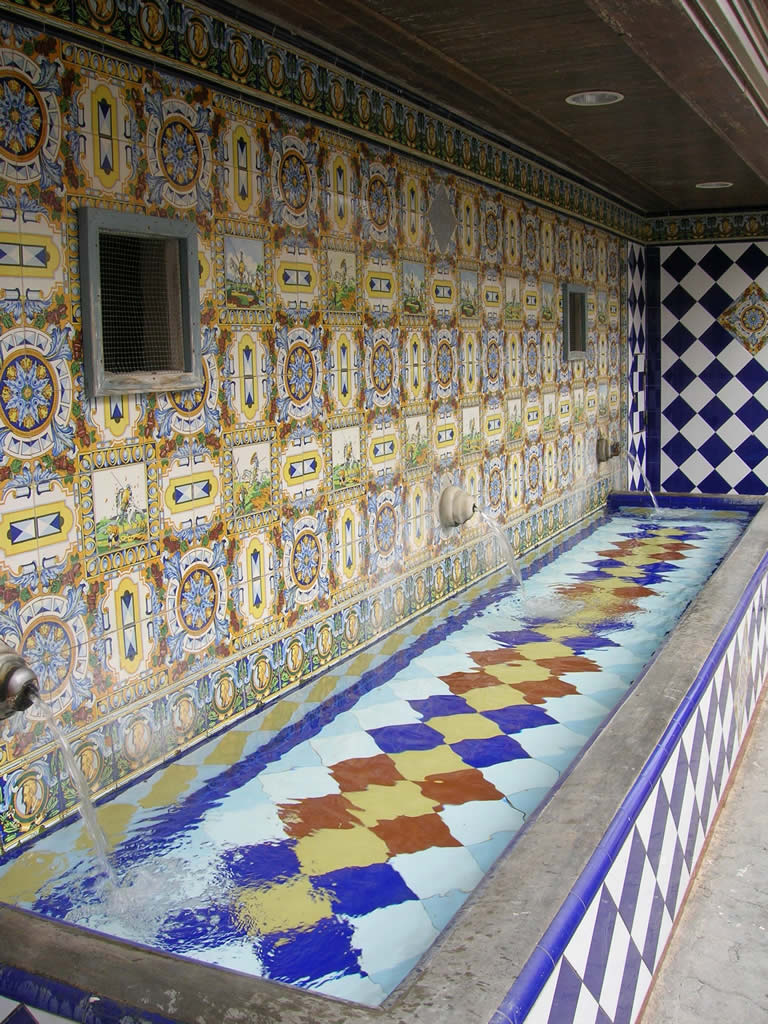
Liétor
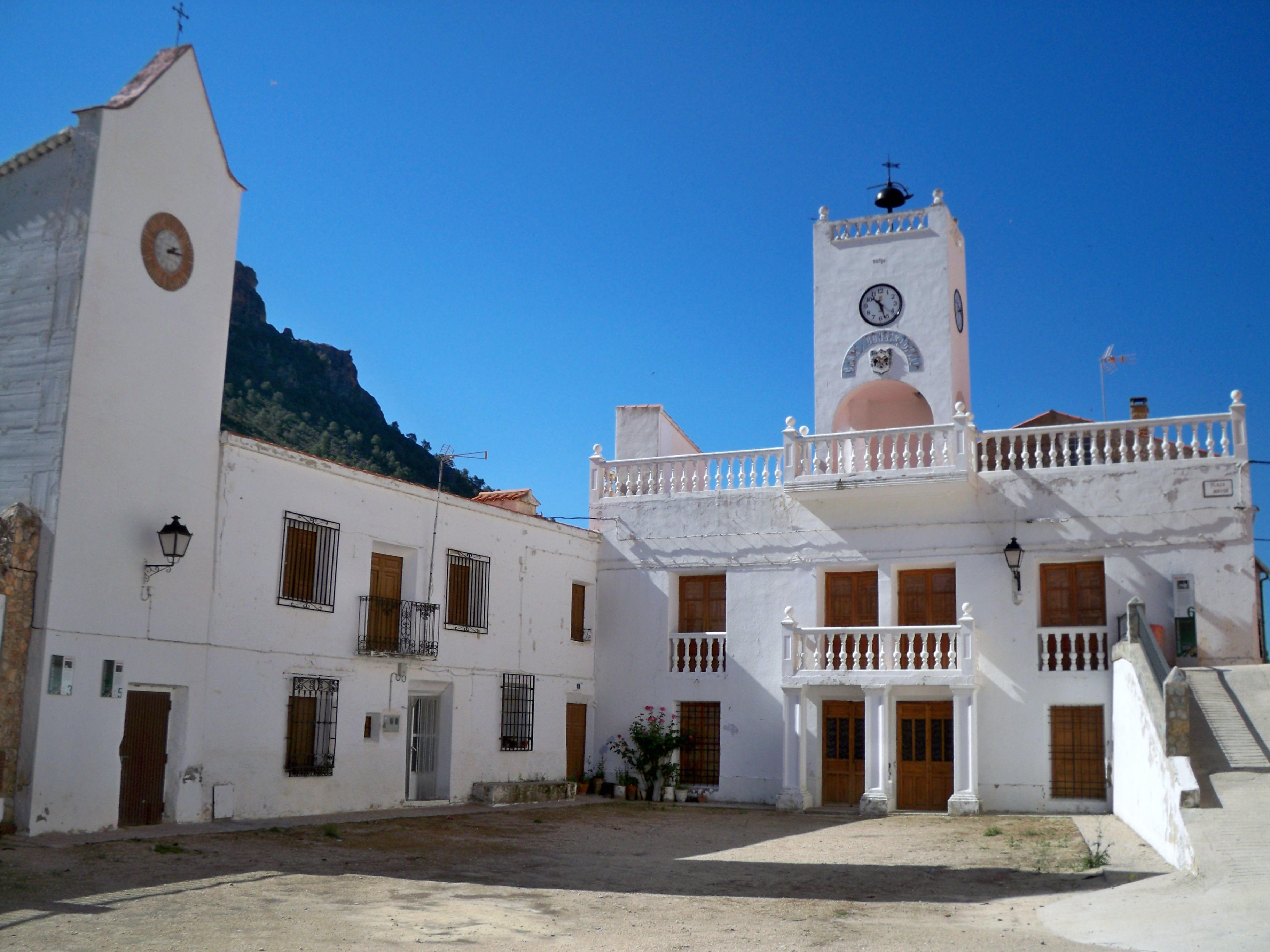
Molinicos
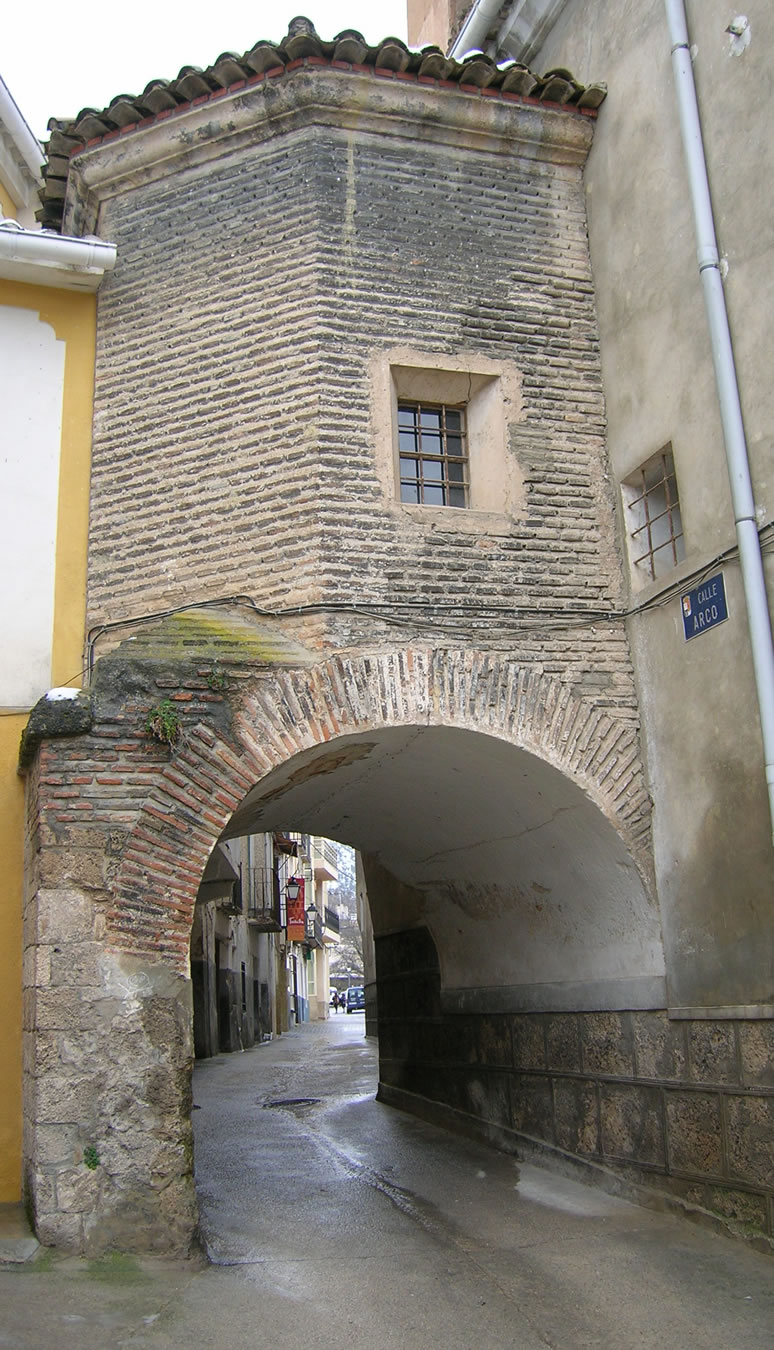
Nerpio
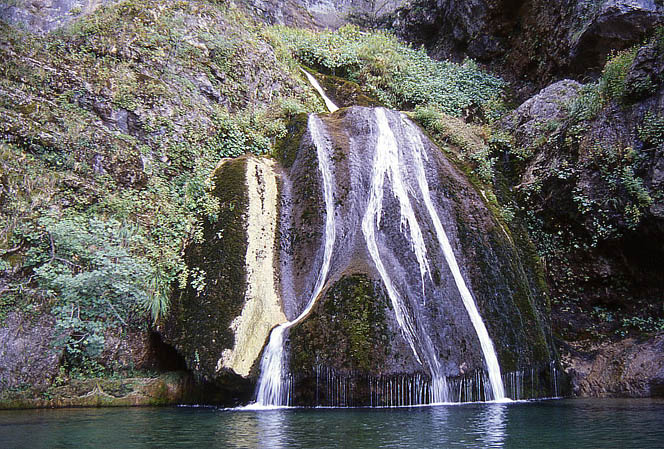
Riópar
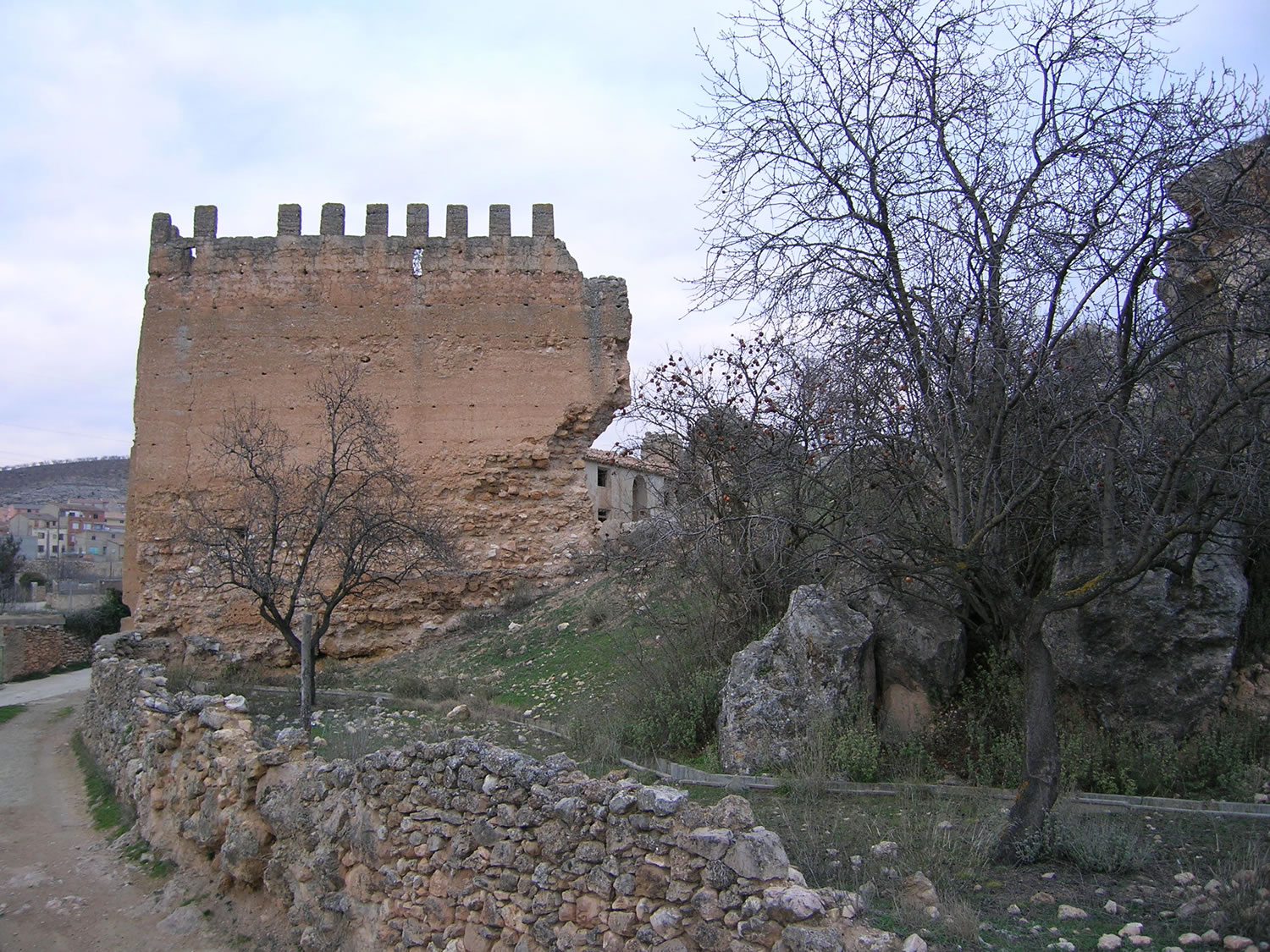
Socovos
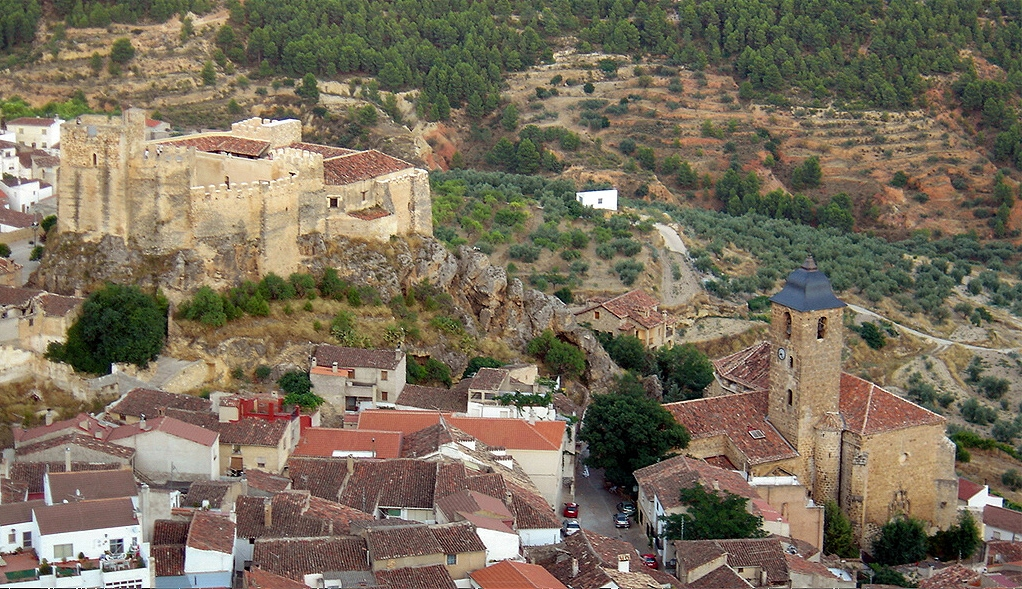
Yeste